# Хайме Уеламо
Хайме Уеламо (ісп. Jaime Huélamo, 17 листопада 1948 — 31 січня 2014) — іспанський велогонщик.
Учасник Олімпійських Ігор 1972 року.